# Хоук, Роберт
Роберт Джеймс Ли «Боб» Хоук (англ. Robert James Lee "Bob" Hawke; 9 декабря 1929, Бордертаун — 16 мая 2019, Сидней) — австралийский политический деятель, 23-й премьер-министр Австралии (1983—1991).

## Биография
Хоук родился в городке Бордертаун, в Южной Австралии. Его отец Клемм был министром, а его дядя Альберт Хоук — премьером Западной Австралии от Лейбористской партии (1953—1959). Мать Хоука Элли возлагала на сына большие надежды и беззаветно верила в него, что добавляло ему уверенности в себе на протяжении всей карьеры.
Вскоре его семья переехала в Перт, где он стал учиться в одной из лучших государственных школ штата Perth Modern school. В возрасте 15-и лет он уже был уверен, что однажды станет премьер-министром Австралии.
В 1950 году окончил юридический факультет Университета Западной Австралии.

В 1947 году вступил в ряды Лейбористской партии. В 1953 году стал лауреатом стипендии Родса и поступил в Оксфорд, где в январе 1956 году получил степень бакалавра искусств в университетском колледже.
В марте 1956 года женился на Хейзел Мастерсон.
В 1957 году вместе с семьёй переехал в Мельбурн.

## Карьера
В 1956—1958 годах занимался научно-исследовательской работой по вопросам производственных отношений и заработной платы на юридическом факультете Австралийского национального университета в Канберре и был приглашён на работу в секретариат исполкома Австралийского совета профсоюзов (АСП) в качестве консультанта по социально-экономическим проблемам.

Впервые его имя получило широкую известность как полемиста и мастера компромиссов, когда он в 1959 году стал представлять интересы АСП в арбитражной комиссии по рассмотрению трудовых конфликтов и вопросов заработной платы. Предыдущий представитель профсоюза Г. Еглестон добился увеличения зарплаты лишь на 5 шиллингов. В 1959 году Хоук добился увеличения зарплаты на 15 шиллингов, что было расценено как его персональный триумф.

### Лидер АСП и лейбористской партии
В 1969 году он избран на пост президента АСП с небольшим перевесом (399 голосов «за» и 350 «против»), благодаря поддержке левого крыла профсоюзов, сотрудничавшего с коммунистической партией Австралии.
В 1971 году вошёл в состав национального исполкома лейбористской партии (АЛП), в 1973 году — избран председателем АЛП (был на этом посту до 1978 года, одновременно оставаясь председателем АСП).
В 1980 году ушёл с поста председателя АСП.

### Член Парламента
Впервые Хоук пытался попасть в Парламент на федеральных выборах 1963 года, но неудачно. В 1980 году он получил место в Палате представителей, где сразу занял пост Министра промышленности и Министра по делам семьи и молодежи в «теневом кабинете».
На посту лидера партии находился Билл Хейден. Но его лидерство было поставлено под сомнение после неудачных дополнительных выборов в декабре 1982 года. Вместо необходимых 5,5 % голосов, партия набрала всего 3 %. Это убедило многих в том, что только Хоук сможет привести лейбористов к победе на выборах. Таким образом 3 февраля 1983 года на заседании теневого правительства в Брисбене Хейден объявил о своей отставке, а Хоук был назначен временным лидером партии. В тот же день Малколм Фрейзер объявил о роспуске парламента и назначил выборы на 5 марта 1983 года. Формально Хоук был назначен на пост лидера партии через пять дней. Ещё через 25 дней лейбористы одержали победу на выборах и положили конец семи годам правления консерваторов.

## Премьер-министр

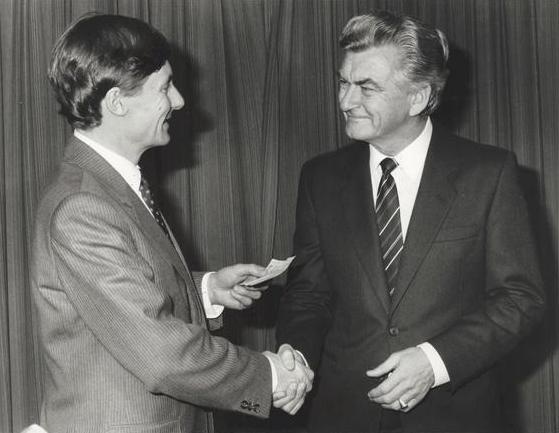
Роберт Хоук представляет нового премьер-министра Южной Австралии Джона Беннона в апреле 1983 года

Став премьер-министром Хоук объявил, что дефицит бюджета, созданный правительством Фрейзера, привёл к тому, что некоторые из предвыборных обещаний лейбористов придётся отложить. Ему удалось убедить однопартийцев относительно списка министров, то есть, партийные собрания всё ещё выбирали полный состав кабинета, но позволили Хоуку выбрать министров, которые будут включены в состав нового Правительства. Кроме того, он также сократил количество министров до 13.

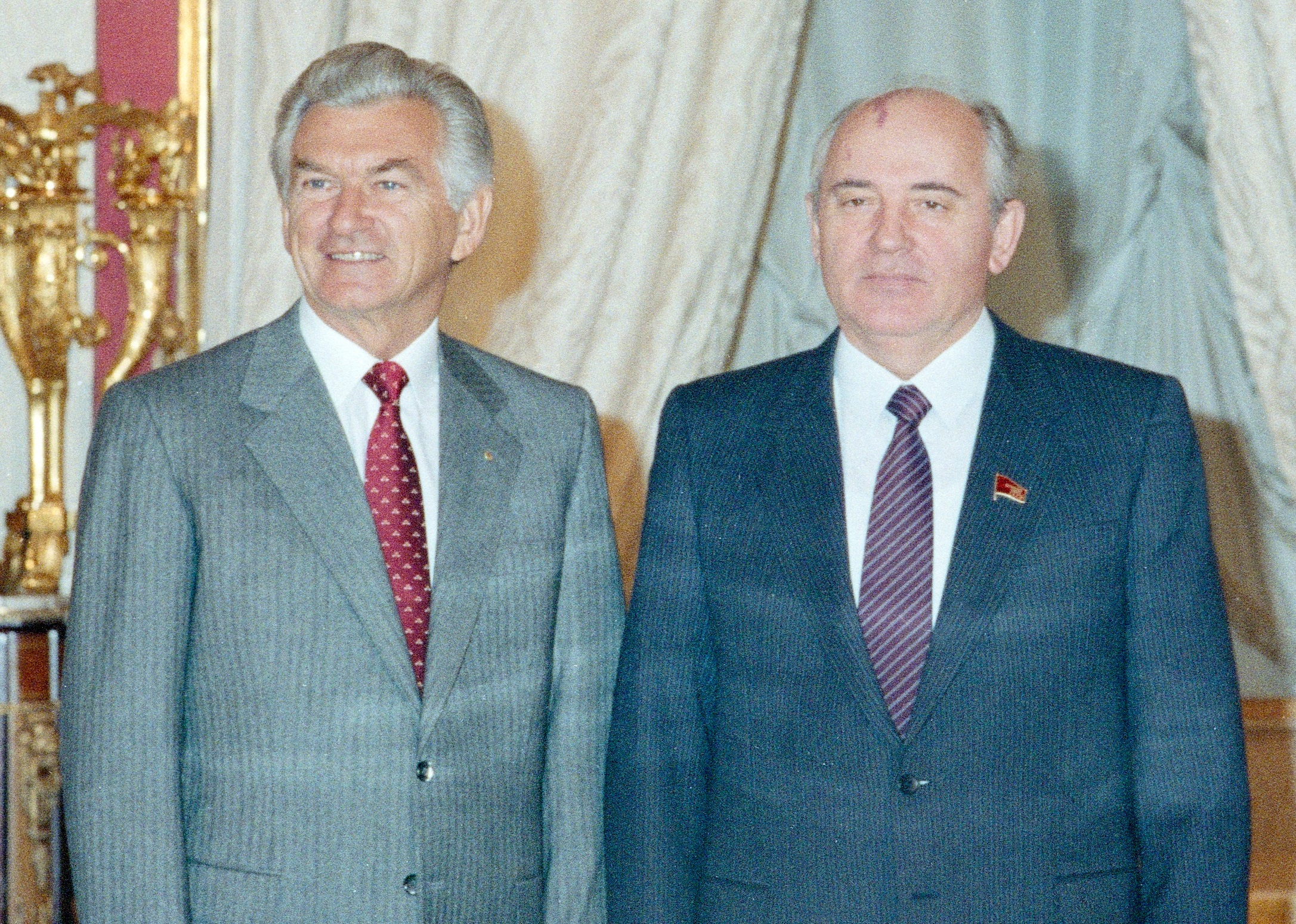
Роберт Хоук и Михаил Горбачёв, Москва, 1987 г.

На должность министра финансов был назначен Пол Китинг, с которым работал Хоук. Этот тандем представлял собой смесь противоречий: Хоук увлекался сигарами, конными скачками и другими видами спорта, Китинг любил архитектуру, симфонии и антиквариат; Хоук пытался решать вопросы мирным путём, Китингу же нравились агрессивные дебаты; Хоук был протестантом, Китинг — католиком. Но, несмотря на это, они образовали крайне эффективный дуэт в государственной политике.
Среди реформ, проведённых правительством Хоука, отмена тарифной системы для приватизированных государственных отраслей промышленного сектора, прекращение субсидирования убыточных отраслей промышленности, продажа Банка Содружества.
Боб Хоук привёл лейбористов к сравнительно лёгким победам на выборах 1984 и 1987 годов. Вместе с тем ни один из лейбористских премьер-министров не подвергался такой критике со стороны однопартийцев, как Роберт Хоук. Это происходило, в основном, из-за различий в его взглядах и партийной идеологии относительно некоторых вопросов, в том числе экономических.
Однако ему удавалось проводить успешные реформы. Особых успехов он добился в кампании против СПИДа, в открытых диалогах между коренным населением и правительством, в вопросах экологии.

### Стиль руководства
После убедительной победы лейбористов Хоук был приведен к присяге в качестве премьер-министра генерал-губернатором Нинианом Стивеном 11 марта 1983 года. Стиль правительства Хоука намеренно отличался от правительства Уитлама, самого последнего лейбористского правительства, которое ему предшествовало. Вместо того чтобы немедленно инициировать несколько обширных программ реформ, как это сделал Уитлам, Хоук объявил, что предвыборное сокрытие Малкольмом Фрейзером дефицита бюджета означает, что многие предвыборные обязательства лейбористов придется отложить. В рамках своего пакета внутренних реформ Хоук разделил правительство на два уровня, и только самые высокопоставленные министры заседали в кабинете. Закрытое собрание лейбористов по-прежнему имело право определять, кто войдет в состав министерства, но этот шаг дал Хоуку беспрецедентные полномочия по наделению полномочиями отдельных министров.
В частности, политическое партнёрство, сложившееся между Хоуком и его казначеем Полом Китингом, оказалось важным для успеха лейбористов в правительстве, и многие лейбористы за годы, прошедшие с тех пор, назвали это партнерство величайшим за всю историю партии. Двое мужчин доказали, что исследование контрастов: Хоук был стипендиатом Родса; Китинг рано бросил среднюю школу. Хоук увлекался сигарами, пари и большинством видов спорта; Китинг предпочитал классическую архитектуру, симфонии Малера и собирал антиквариат Британского Регентства и Французской Империи. Несмотря на то, что они не знали друг друга до того, как Хоук стал лидером в 1983 году, у них сложились личные, а также политические отношения, которые позволили правительству провести значительное количество реформ, хотя время от времени между ними возникали точки напряженности.
Кокус лейбористов под руководством Хоука также разработал более формализованную систему парламентских фракций, что значительно изменило динамику операций кокусов. В отличие от многих его предшественников, авторитет Хоука в Лейбористской партии был абсолютным. Это позволило ему убедить депутатов поддержать ряд существенных изменений в политике, которые в прошлом лейбористские правительства не считали достижимыми. Индивидуальные отчеты министров показывают, что, хотя Хоук не часто был движущей силой отдельных реформ, помимо более широких экономических изменений, он взял на себя роль политического руководства в отношении того, что было осуществимо на выборах и как лучше всего преподнести это населению. что он оказался очень успешным. Хоук взял на себя очень публичную роль премьер-министра, часто проводя кампании даже вне периодов выборов, и на протяжении большей части своего пребывания у власти оказывался невероятно популярным среди австралийских избирателей. На эту дату он по-прежнему удерживает наибольшее значение AC Nielsen рейтинг одобрения 75 %.

## Падение рейтинга
В конце 1980-х годов рейтинг Хоука значительно снижается, чем воспользовался министр финансов Пол Китинг, подняв вопрос об избрании нового лидера партии.
В июне 1991 года Китинг вышел из Правительства и бросил вызов Роберту Хоуку с целью стать лидером партии. Тем не менее Хоук победил, но было очевидно, что абсолютное превосходство он уже потерял, и когда вопрос был поднят вновь, Китинг одержал победу, набрав 56 голосов против 51 у Хоука. 20 декабря 1991 года он потерял пост лидера партии и покинул парламент 20 февраля 1992 года.
Очевидно, он не был особо разочарован поражением, хотя в своих мемуарах высказал сожаление по поводу такого итога своего пребывания на посту главы правительства. Позже Хоук утверждал, что уладил все противоречия с Китингом и считает его своим другом.
Позже премьер-министр Великобритании Тони Блэр скажет, что учился у Хоука управлять страной.

## Признание
Роберт Хоук получил ряд почётных званий от высших учебных заведений, среди которых:
- Почётный член (Оксфордский университет)
- Почётный доктор (Университет Западной Австралии)
- Почётный доктор гражданского права (Оксфордский университет)
- Почётный доктор гуманитарных наук (Университет Риккё)
- Почётный доктор (Нанкинский университет)

Некоторые другие почётные звания в Пекинском университете, Еврейском университете в Иерусалиме, Университете Нового Южного Уэльса. В его честь названа главная министерская библиотека Университета Южной Австралии.

## Интересный факт
В нескольких старинных колледжах сохраняется традиция Оксфордского университета, согласно которой в качестве наказания за некоторые нарушения принятого этикета от провинившегося требуют выпить ярд пива или другие алкогольные напитки. Роберт Хоук в бытность студентом Оксфорда установил мировой рекорд по скорости выпивания ярда пива.

## Эпонимия
В честь Боба Хоука названа смертельная змея Acanthophis hawkei, по которой назван бронеавтомобиль Hawkei.